# 死ぬ前に聴くべき1001枚のアルバム
『死ぬ前に聴くべき1001枚のアルバム』 (1001 Albums You Must Hear Before You Die) は、音楽批評書。Robert Dimery編纂、2005年初版。960ページ。出版元はUniverse Publishing。
最新版があつかう作品は1955年から2013年のもの。
年代記式で編集され、フランク・シナトラの『In the Wee Small Hours』から始まり、デヴィッド・ボウイの『The Next Day』で終わる。
それぞれのアルバムにジャケット写真、ミュージシャンの言葉の引用、再生時間、プロデューサーの名前、音楽批評家のエッセイがつく。
映画のサウンドトラックについては複数のアーティストの音源集は除外されている。

## ジャンル
ほとんどのアルバムは西洋社会のロック・ポップス音楽のものだが、ワールド・ミュージック、リズム・アンド・ブルース、ブルース、フォークソング、ヒップホップ、カントリー・ミュージック、ニュージャズも含む。
ロックではパンク・ロック、グラインドコア、ヘヴィメタル、オルタナ、プログレッシブ・ロック、スラッシュメタル、グランジ、イージーリスニング、1950年代のロックンロールを含む。
クラシック音楽と演歌、現代音楽は除去。

## 複数入選
2013年版では、
- 8枚: デヴィッド・ボウイ
- 7枚: ビートルズ、ボブ・ディラン
- 6枚: エルヴィス・コステロ (およびジ・アトラクションズ), ローリング・ストーンズ、ニール・ヤング
- 5枚: バーズ、レッド・ツェッペリン、イギー・ポップ (およびザ・ストゥージズ)、ソニック・ユース、ブルース・スプリングスティーン、トム・ウェイツ、ザ・フー.
- 4枚: ニック・ケイヴ・アンド・ザ・バッド・シーズ、レナード・コーエン、マイルス・デイヴィス、ブライアン・イーノ、PJハーヴェイ、キンクス、メタリカ、ジョニ・ミッチェル、ピンク・フロイド、R.E.M.、レディオヘッド、スティーリー・ダン、トーキング・ヘッズ, U2、スティーヴィー・ワンダー

となっている。

## 改訂
2005年の初版以来、2007年、2008年、2009年、2010年、2011年、2013年と6回改訂版が出た。
2010年版は2005年から2009年に出た25枚の新作をふくみ、同時に過去の作品から25枚が消された。表紙も、英米版ではクラフトワークからブロンディのデボラ・ハリーに替わった。
その他、
- ブラジルとスペイン版：セックス・ピストルズのシド・ヴィシャス
- ノルウェー版： TurbonegroのHank von Helvete
- フィンランドとスウェーデン版：デヴィッド・ボウイ
- ポーランド版：ミック・ジャガーとキース・リチャーズ

となっていた。
2011年版ではアンディ・ウォーホルデザインの『The Velvet Underground & Nico』アルバムの表紙のバナナが表紙で、ブラジル版のみデボラ・ハリーとなっている。
2013年版ではジョイ・ディヴィジョンの処女作『アンノウン・プレジャーズ』のジャケットが表紙。

## 参考
- 1001 Movies You Must See Before You Die
- 1001 Books You Must Read Before You Die
- 1000 Recordings to Hear Before You Die
- 1001 Video Games You Must Play Before You Die

## 参照
1. ↑  Dimery, Robert, ed (2011). 1001 Albums: You Must Hear Before You Die. Preface by Michael Lydon. Octopus. p. 22. ISBN 1-84403-714-2; ISBN 978-1-84403-714-8
2. ↑  “1001 Albums You Must Hear - 2008 Edition”.   RockList.net. 2012年10月8日閲覧。